# 阿尔杰尼奥
阿尔杰尼奥（義大利語：Argegno），是意大利科莫省的一个市镇。总面积4.28平方公里，人口692人，人口密度161.7人/平方公里（2009年）。ISTAT代码为013011。